# Rafaël Govertszoon Camphuysen

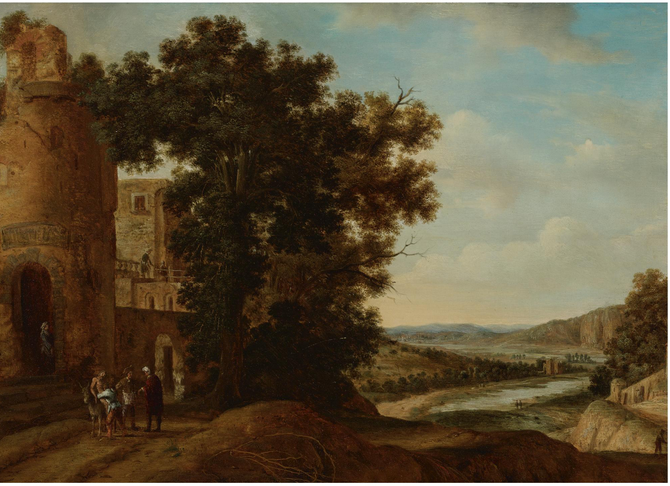
Landskap med den barmhärtige samariern.

Rafaël Govertszoon Camphuysen, född 1598 i Gorkum, död 1657 i Amsterdam, var en holländsk landskapsmålare.
Camphuysen var från 1626 verksam i Amsterdam, där han, var såväl i sina månskenslandskap som sina vinterbilder en föregångare till Aert van der Neer. I Stockholms universitets konstsamling finns ett vinterlandskap av honom. Hans vinterlandskap är emellertid 
lika sällsynta som hans månskenslandskap. 